# Günther Penzoldt
Günther Penzoldt (* 31. Juli 1923 in München; † 6. Januar 1997 ebenda) war ein deutscher Dramaturg, Theaterregisseur und Theaterintendant.

## Leben
Günther Penzoldt wurde 1923 als Sohn des Schriftstellers und Künstlers Ernst Penzoldt und dessen Ehefrau Friederike geboren. Nach einem Studium und Promotion in München war er ab 1952 Dramaturg unter Gustaf Gründgens an den Städtischen Bühnen Düsseldorf. 1955 wurde er Chefdramaturg am Deutschen Schauspielhaus in Hamburg. 1968 erfolgte die Ernennung zum Intendanten des Städtischen Theaters Baden-Baden. Von 1976 bis 1980 war Penzoldt Intendant des Saarländischen Staatstheaters. 1982 wurde er Intendant am Theater Wolfsburg, wo er bis zu seiner Verrentung im Jahr 1991 arbeitete.

## Werke
- Die Theaterkritik des Biedermeier. Dissertation, München 1951
- Max und Moritz: Ein Stück für Kinder und Buschliebhaber. Rowohlt, Reinbek bei Hamburg 1967
- Georg Büchner. Deutscher Taschenbuch-Verlag, München 1976

### Theaterstücke
- Zopf Ab. Lustspiel mit Musik, nach Karl Gutzkow
- Der Fall Woyzeck: Szenen aus den Gerichtsakten, Verlag Hartmann & Stauffacher, 1971

### Übersetzungen
- Jean-Claude van Itallie: Amerika hurra. Gustav Kiepenheuer Bühnenvertriebs-GmbH, Berlin 1975